# ジムナスティカ・セゴビアナCF
ジムナスティカ・セゴビアナCF（Gimnástica Segoviana Club de Fútbol）は、スペイン・カスティーリャ・イ・レオン州セゴビア県セゴビアを本拠地とするサッカークラブ。セグンダ・フェデラシオンに所属している。

## 概要
1928年6月28日、SDジムナスティカ・セゴビナ (S.D. Gimnástica Segoviana)という名前でクラブは設立された。1944-45シーズンから3部リーグにあたるテルセーラ・ディビシオンでシーズンを戦い始め、1948-49シーズンにはクラブ史上初めてコパ・デル・レイに出場し、3回戦まで駒を進めた。1970年代には地域リーグを彷徨ったものの、1980年代以降は3部と4部を行き来するシーズンが続いている。
2022年11月13日、クラブの成績や経営が安定してきたため、スペインサッカー連盟へ向けてクラブのS.A.D.化を申請することを発表した。

## タイトル

### 国内タイトル
- テルセーラ・ディビシオン : 4回
  - 2003-04, 2005-06, 2016-17, 2020-21

### 国際タイトル
- なし

## 歴代所属選手
- キケ・エステバランス 1999-2000
- アレクサンデル・シマノフスキ 2021-2022